# Dolmen de Castellruf
El dolmen de Castellruf es un monumento megalítico que se encuentra en el Parque de la Cordillera Litoral, en el municipio español de Martorellas, provincia de Barcelona.

## Descripción
A priori parece un dolmen simple o cista, pero podría tratarse también de una galería, con un periodo de ocupación durante el calcolítico. No se  han hecho excavaciones rigurosas para averiguarlo. Presenta un estado bastante correcto y parece que no falta ningún ortostato. La cámara, cerrada por cuatro losas verticales, tiene 1,60 metros de largo por 1,50 metros de ancho y apenas 0,60 m de altura. La cubierta la forman dos losas trabajadas de forma triangular, que tapan completamente la cámara. Hay abundancia de piedras graníticas alrededor que pueden haber formado parte del túmulo, que se calcula de unos 7 metros de diámetro.
Aparece mencionado por José Estrada Garriga en 1955, pero parece que fue descubierto por el padre Fàbregues, del Seminario menor de Barcelona. Según explica una persona de Santa Maria de Martorellas (la cual, de joven, hacía de pastor en la zona), entre los años 1939 y 1942 un grupo de 5 o 6 religiosos con los hábitos arremangados hacían excavaciones en medio del bosque, supuestamente trabajando en este dolmen.

## Acceso
Es ubicado en Martorellas: en cruce de pistas forestales bajo el cerro de Castellruf, hay que tomar la que sale en dirección sur. A pocos metros y a la derecha, un palo indicador a pie de pista señala la ubicación del dolmen (10 metros dentro del bosque y visible desde la misma autopista). Coordenadas: x=438922 y=4596180 z=416. UTM: 31 N - 438832 - 4595982.